# Банновка (река)
Банновка — река в России, протекает по Крапивинскому району Кемеровской области. Устье реки находится в 349 км от устья Томи по левому берегу, в селе Банново. Длина реки составляет 22 км. В 1 км от устья принимает правый приток — Большую Грязную.

## Данные водного реестра
По данным государственного водного реестра России относится к Верхнеобскому бассейновому округу, водохозяйственный участок реки — Томь от города Новокузнецк до города Кемерово, речной подбассейн реки — Томь. Речной бассейн реки — (Верхняя) Обь до впадения Иртыша.